# 김서라
김서라(한국 한자: 金曙曪, 본명: 김영림, 본명 한국 한자: 金榮林, 1968년 1월 29일 ~ )는 대한민국의 배우이다.

## 학력
- 서울용산초등학교 (졸업)
- 상명여자중학교 (졸업)
- 안양영화예술고등학교 연극영화과 (졸업)
- 중앙대학교 연극영화학과 (졸업)
- 중앙대학교 신문방송대학원 연극영화과 (졸업)
- 중앙대학교 예술대학원 연극영화학과 (졸업)

## 경력
- 명지대학교 부설 사회교육원 여가레크레이션과 강사 (1996년)
- 한양대학교 경영대학원 겸임교수 (2014년)

## 연기 활동
초등학교 때부터 CF모델로 활동했다가 영화 《독수공방》, 《바구니 속의 하숙생》, 《둥지 속의 철새》 등에 '윤아영'이란 예명으로 출연했지만 각광 받지 못했다. 1990년, KAL기 폭파사건의 범인 김현희(하치야 마유미)와 닮았다는 이유로 중앙대학교 연극영화과 2학년 재학 중에 신상옥 감독의 영화 《마유미》의 주인공으로 발탁되어 스타덤에 올랐다.
1999년 결혼했고 2000년 드라마 《왕과 비》를 끝으로 남편과 미국 뉴욕으로 떠났다. 2004년 미국 드라마 《로스트》의 제작진이 한국어를 할 줄 아는 배우를 구하는 것을 알게 된 김윤진이 재미 동포와 결혼해 하와이에 정착한 김서라를 제작진에게 소개하여 드라마에 깜짝 출연하였으며 남편의 성을 따른 'Sora Jung'이라는 이름으로 크레딧을 장식했다.
2007년 드라마 《로비스트》 2회에서 송일국의 고모로 카메오 출연했으며, 잠정 은퇴 8년 만인 2008년 SBS 드라마 《신의 저울》로 연예계에 전격 복귀하였다. 《신의 저울》 이후 미국으로 건너갔다가 2011년 KBS 드라마 《공주의 남자》로 3년 만에 국내에 컴백하였다.
한편, 경희대학교 무용과-연극영화과를 지망하기도 했고 개그맨 김용만이 이 학교 수학과를 원했으나 학력고사 점수가 좋지 않아 서울예전 방송연예과 86학번으로 들어갔으며 영화배우가 되기 위해 대학 시절 영화사 오디션을 많이 봤지만 탈락했고 김용만의 대학 동기 양원경이 중앙대학교 연극영화과를 원했으나 탈락 후 후기대학인 서울예전 86학번으로 간신히 진학했다.

## 출연작

### 드라마
- 1989년 KBS2 대하드라마 《천명》
- 1991년 KBS2 미니시리즈 《물의 나라》 ... 서지혜 역
- 1991년 KBS2 어린이드라마 《사랑의 학교》 ... 선생님 역
- 1992년 KBS1 대하드라마 《삼국기》 ... 천관녀 역
- 1992년 KBS2 미니시리즈 《백번 선본 여자》 ... 계정 역
- 1993년 MBC 아침드라마 《나팔꽃》 ... 조미래 역(중도하차)
- 1993년 KBS2 아침드라마 《서른 한 살의 반란》 ... 수정 역
- 1993년 KBS2 드라마게임 《남녀북남》 ... 정화 역
- 1993년 KBS2 공사창립20주년특집드라마 《청춘극장》 ... 허운옥 역
- 1994년 KBS2 미스터리멜로 금요일의 여인《김서라의 가면유희》
- 1994년 MBC 주간연속극 《종합병원》
- 1994년 SBS 월화드라마 《여태 뭘 했수》 ... 두계영 역
- 1995년 MBC 농촌드라마 《전원일기》 ... 에이코 역(1995년 12월 5일 방송분)
- 1995년 MBC 대하드라마 《제4공화국》 ... 장영자 역
- 1995년 MBC 단막극 《MBC 베스트극장 - 비가 와도 젖은 자는 다시 젖지 않는다》
- 1996년 MBC 단막극 《MBC 베스트극장 - 사무관K》 ... 시간강사 역
- 1996년 SBS 3.1절특집극 《안중근》 ... 안중근의 부인 역
- 1996년 MBC 주말연속극 《동기간》 ... 한순희 역
- 1996년 MBC 대하드라마 《미망》 ... 혜정 역
- 1996년 MBC 월화미니시리즈 《화려한 휴가》 ... 박채린 역
- 1996년 HBS 현대방송 일일시트콤 《삼층집 사람들》 ... 여성학 강사 여인옥 역.[8]
- 1996년 MBC 단막극 《MBC 베스트극장 - 냉장고 문을 여는 남자》 ... 연희 역
- 1996년 MBC 단막극 《MBC 베스트극장 - 후라이팬을 든 여자》 ... 정은 역
- 1997년 SBS 일일드라마 《지평선 너머》 ... 박종미 역
- 1998년 KBS1 대하드라마 《왕과 비》 ... 황려부부인 민씨(한명회의 부인) 역
- 1998년 KBS2 아침드라마 《바람처럼 파도처럼》
- 1998년 MBC 수목미니시리즈 《수줍은 연인》 ... 명원 역
- 1999년 MBC 특별기획드라마 《국희》
- 2004년 ABC 미국드라마 《로스트 시즌1》 ... 선에게 도피여권과 비행기표를 주는 여자 역
- 2007년 SBS 대기획 《로비스트》 ... 해리의 고모 역(2회 특별출연)
- 2008년 SBS 금요드라마 《신의 저울》 ... 우진 모, 송 여사 역[9]
- 2011년 KBS2 수목드라마 《공주의 남자》 ... 수양 마누라 윤막개 역
- 2012년 MBC 대장경천년특별기획드라마 《무신》 ... 정씨 역
- 2012년 KBS2 월화드라마 《빅》 ... 윤재 모, 안혜정 역
- 2012년 KBS2 수목드라마 《세상 어디에도 없는 착한남자》 ... 서은기의 어머니 역 (특별출연)
- 2013년 SBS 월화드라마 《장옥정, 사랑에 살다》 ... 옥정 모, 윤씨 역
- 2013년 KBS2 일일연속극 《루비 반지》 ... 박경숙 역
- 2014년 TV조선 주말연속극 《백년의 신부》 ... 김명희 역
- 2014년 KBS2 일일연속극 《천상여자》 ... 줄리아 킴 역(중도합류)
- 2014년 KBS1 일일연속극 《고양이는 있다》 ... 윤정혜 역
- 2014년 KBS2 주말연속극 《가족끼리 왜 이래》 ... 미스 고 (고복자) 역
- 2015년 MBC 수목미니시리즈 《앵그리맘》 ... 한미주 역
- 2015년 KBS2 일일연속극 《오늘부터 사랑해》 ... 한동숙 역
- 2015년 MBC 일일연속극 《최고의 연인》 ... 피말숙 역
- 2016년 KBS2 일일연속극 《여자의 비밀》 ... 송현숙 역 (특별출연)
- 2016년 유쿠 웹드라마 《최고의 커플》... 쉬리 역
- 2016년 tvN 월화드라마 《또! 오해영》 ... 해영 (금)의 엄마 역
- 2016년 MBC 월화드라마 《캐리어를 끄는 여자》
- 2017년 SBS 드라마스페셜 《사임당, 빛의 일기》 ... 민정학의 아내 역
- 2017년 SBS 월화드라마 《귓속말》 ... 정미경 역
- 2017년 KBS2 주말연속극 《아버지가 이상해》 ... 안수진 역
- 2017년 KBS2 일일연속극 《이름 없는 여자》 ... 최미희(안젤라 최) 역
- 2018년 SBS 드라마스페셜 《스위치 - 세상을 바꿔라》 ... 하라 모 역
- 2018년 MBC 월화드라마 《검법남녀》 ... 한미모 역
- 2019년 KBS2 일일연속극 《왼손잡이 아내》 ... 백금희 역
- 2019년 MBN & iHQ DRAMA 수목드라마 《최고의 치킨》 ... 소오숙 역
- 2019년 MBC 주말특별기획 《이몽》 ... 유마담/릴리 역
- 2019년 SBS 월화드라마 《VIP》 ... 한숙자 역
- 2023년 KBS2 저녁 일일연속극 《우아한 제국》 ... 홍혜림 역 (본작의 메인 악녀이자 중간 보스)
- 2025년 KBS2TV 저녁일일드라마	《친밀한리플리》

### 영화
- 1988년 《독수공방》
- 1988년 《바구니 속의 하숙생》
- 1988년 《둥지 속의 철새》 ... 춘애 역
- 1990년 《마유미》 ... 하치야 마유미(김현희) 역
- 1991년 《독재소공화국》 ... 김진영 역
- 1994년 《두 여자 이야기》 ... 영순 역
- 1994년 《증발》 ... 김양 역
- 2011년 《만추》 ... 옥자 역
- 2013년 《미나문방구》 ... 교장 역
- 2016년 《널 기다리며》 ... 희주 모 역

### 연극
- 1989년 《햄릿》 ... 왕비 역
- 1996년 《여자의 적들》

## 방송
- 1992년 KBS2 《연예가중계》 ... MC(with 김병찬)
- 1995년 MBC 《세상엿보기》 ... MC(with 김형곤)
- 1995년 5월 12일 KBS2 《퀴즈탐험 신비의 세계》 ... 게스트(1995.5.12)
- 1996년 KBS1 《TV는 사랑을 싣고》... 게스트
- 1996년 KBS2 《가족오락관》... 게스트(1996.05.08)

## 수상
- 1994년 제14회 한국영화평론가협회상 여자연기상 《두 여자 이야기》[10]